# Ersin Tatar
Ersin Tatar, né le 7 septembre 1960 à Nicosie, est un homme politique chypriote turc et président de Chypre du Nord depuis 2020.
Chef du Parti de l'unité nationale (UBP) depuis 2018, il devient Premier ministre de Chypre du Nord à la suite de l'effondrement du gouvernement de coalition de Tufan Erhürman en mai 2019 et le demeure jusqu'à son élection à la présidence.

## Biographie

### Jeunesse et formation
Ersin Tatar est le fils du politicien Rüstem Tatar et de sa femme Canev Tatar. Il est pensionnaire à Forest School, une école privée à l'est de Londres, en Angleterre, puis étudie au Jesus College à Cambridge où il obtient un diplôme en économie en 1982.

### Carrière
De 1982 à 1986, Tatar est employé comme comptable agréé pour PriceWaterhouse en Angleterre. De 1986 à 1991, il travaille pour l'entreprise du textile Polly Peck et est trésorier adjoint de la société lorsqu'elle s'effondre en laissant des dettes de 1,3 milliard de livres sterling. 
Dans le procès qui conduit le PDG Asil Nadir à écoper d'une peine de dix ans de prison, il est allégué que Tatar avait « aidé M. Nadir dans le mouvement malhonnête d'argent de PPI et avait entretenu une relation de travail étroite avec le patron de Polly Peck ». Lorsque Tatar a visité le Royaume-Uni en 2019, pour la première fois depuis 1991, on craignait qu'il ne soit arrêté pour son rôle dans l'affaire Polly Peck, mais le Serious Fraud Office du Royaume-Uni a déclaré que ce n'était « plus dans l'intérêt public ». 
En 1991, il s'installe à Ankara où il travaille chez FMC Nurol Defence Industry Co. De 1992 à 2001, il est le coordinateur général de Show TV, une chaîne de télévision turque appartenant à Ciner Media Group. En 1996, il fonde sa propre chaîne de télévision Kanal T à Nicosie. 
Il est également un membre actif de la communauté de la diaspora chypriote en Turquie et est président de l'Association culturelle chypriote turque d'Istanbul de 1997 à 2001. 

### Politique
Tatar entre en politique en 2003, rejoignant l'UBP. Il est élu pour la première fois au parlement en 2009 et est ministre des Finances sous Derviş Eroğlu jusqu'à la défaite de son parti en 2013. Après un premier échec en 2015, il est finalement élu à la direction de l'UBP en 2018. 
Le 14 mai 2019, il est nommé Premier ministre par le président Mustafa Akıncı après la démission de Tufan Erhürman et entre en fonction le 22 mai.
Tatar exprime son soutien à l'offensive turque de 2019 contre les régions kurdes de Syrie et déclare que les Turcs chypriotes sont toujours du côté de la Turquie. 
Tatar se prononce également en faveur de la solution à deux États pour Chypre. 
Le 18 octobre 2020, il est élu président au second tour par 51,69 % des voix en battant le sortant Mustafa Akıncı.
D'après Hubert Faustmann, professeur de relations internationales, Ersin Tatar est « un dur, aligné à 100 % sur les positions de Recep Tayyip Erdoğan. Ce dirigeant est un ennemi affiché de la réunification et d'une solution fédérale ». 
Sa formation nationaliste et conservatrice, l'UBP, remporte les élections législatives de janvier 2022. Il doit cependant gérer la crise économique, l'inflation dépassant 46 % en 2021. 

### Vie familiale
Il est marié à Sibel Tatar et ils ont deux enfants.